# Szerelem második vérig
A Szerelem második vérig egy 1987-ben készült és 1988-ban bemutatott magyar tinédzserfilm, melyet Dobray György rendezett. A Szerelem–trilógia második része, 2002-ben követte a harmadik, befejező rész, a Szerelem utolsó vérig. A film jeleneteinek többségét Szegeden forgatták.

## Cselekmény
Ágota terhes Fügétől. Fügéék a Tabánban koncerteznek, ahol a tömeg elsodorja Ágotát, amitől Ágota elvetél. Ezután Ágota Amerikába utazik egy régész-konferenciára, amit Füge nem néz jó szemmel. Ágota egy hét késéssel visszatér, de pont akkor állít be Fügéhez, amikor Füge az új barátnőjével vigasztalja magát.

## Szereplők
- Berencsi Attila – Fügedi "Füge" Ferenc
- Szilágyi Mariann – Farkas Ágota
- Czakó Ildikó – Gombóc
- Olasz Ágnes – Phiorek Mari
- Ujlaki Dénes – Füge apja
- Kovács Lajos – Lajos bá'
- Jászai Joli – Gizike néni, Ágota nagyanyja
- Kállay Ilona – Ágota anyja
- Epres Attila – Gyula
- Gyalog Eszter – Edit, Füge húga
- Inke László – Sörös elvtárs
- Almási Albert Éva – Kati

További szereplők: Alföldi Róbert, B. Tóth László, Bata János, Bihari Ágnes, Cvikovszki Gábor, Fekete András, Gócza Páter, Holl István, Hugyi Aranka, Komlós István, Kárpáti Andrea, Mezei Zoltán, Móricz Krisztina, Müller Miklós, Nagy Tamás, O. Szabó István, Pintér Zsuzsa, Péter Gizi, Rajk László, Salinger Gábor, Szalay Imre, Szivler József, Tóth Tünde, Vitai Ildikó, Árvai Attila

## Filmzene
A film zenéjét a Hungaroton törökbálinti stúdiójában 1987-ben vették fel. A első résszel közös zenei album 1987-ben jelent meg a Hungaroton gondozásában, felújítva pedig 2003-ban adták ki.